# پاتریک کین
پاتریک کین (انگلیسی: Patrick Kane؛ زادهٔ ۱۹ نوامبر ۱۹۸۸) بازیکن هاکی روی یخ اهل ایالات متحده آمریکا است.
وی همچنین برندهٔ جوایزی همچون جام استنلی شده‌است.